# NGC 6812
NGC 6812 é uma galáxia lenticular (S0) localizada na direcção da constelação de Telescopium. Possui uma declinação de -55° 20' 49" e uma ascensão recta de 19 horas, 45 minutos e 23,9 segundos.
A galáxia NGC 6812 foi descoberta em 9 de Julho de 1834 por John Herschel.